# (5874) 1989 XB
(5874) 1989 XB (1989 XB, 1978 YD2, 1983 CN2) — астероїд головного поясу.
Тіссеранів параметр щодо Юпітера — 3,492.